# Diocese de Jaú
A Diocese de Jaú  é uma circunscrição eclesiástica da Igreja Católica localizada em Jaú, pertencente à província eclesiástica da Arquidiocese de Campinas no Brasil. Seu atual bispo é Francisco Carlos da Silva. Sua Sé é a Catedral Nossa Senhora do Patrocínio, em Jaú.

## Território

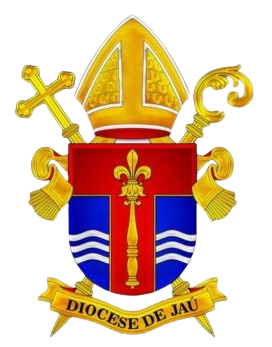
Brasão da Diocese

A diocese compreende os municípios de Jaú, Bariri, Barra Bonita, Bocaina, Borborema, Brotas, Dois Córregos, Ibitinga, Itaju, Itápolis, Itapuí, Mineiros do Tietê, Nova Europa, Tabatinga e Torrinha, todos no Estado de São Paulo.
A diocese faz parte do Regional Sul 1 da Conferência Nacional dos Bispos do Brasil.

### Paróquias
A Diocese de Jaú abrange 15 municípios e possui 47 paróquias e 1 Mosteiro, servidas por 67 padres, abrangendo uma população de 434.783 habitantes, com 71,55% da dessa população jurisdicionada batizada (311.096 católicos), em 2024.

## História
A diocese foi erigida em 26 de junho de 2024 pelo Papa Francisco, obtendo o território da diocese de São Carlos, sendo sufragânea da Arquidiocese de Campinas.

## Prelados
|        | Nome                      | Período    | Notas  |
| Bispos | Bispos                    | Bispos     | Bispos |
| ------ | ------------------------- | ---------- | ------ |
| 1.º    | Francisco Carlos da Silva | 2024–atual |        |